# Malinaltepec
Malinaltepec (del náhuatl: Cerro torcido) es una población mexicana del estado de Guerrero. Se localiza al sur-oriente de la entidad, en la región geo-económica de La Montaña. Es cabecera del municipio homónimo.

## Historia
Sobre los primeros habitantes de la actual región que rodea y conforma la población actual de Malinaltepec no se posee una referencia precisa, solo como dato, se tiene conocimiento de que la Cultura olmeca habitó la zona entre los años de 1400 y 1200 a. C. ya que esta región de La Montaña guerrerense es una prolongación de la Mixteca alta y baja de Oaxaca. Sus habitantes eran pueblos dedicados a la agricultura provenientes de una zona marginal de la antigua mixteca-pan. Para el año de 1458, Malinaltepec como la mayoría de los pueblos mixtecos, fueron conquistados por los mexicas y obligados a pagarles tributos. Con ello, se creó la región la provincia tributaria de Tlapa donde Malinaltepec formó parte. Los habitantes de Malinaltepec intentaron librarse de los mexicas, sosteniendo una batalla en la que son derrotados.
Una vez consumada la caída del imperio mexica y consolidada la conquista española en 1521, da inicio el proceso de encomiendas y es Francisco del Águila el encargado de la exploración de la región de Malinaltepec quien explotaba a los indígenas nativos y les cobraba tributos. Para 1533, al crearse las alcaldías mayores, la población perteneció a la alcaldía de Tlapa. Un año después, los habitantes de Malinaltepec son evangelizados por los sacerdotes agustinos Jerónimo de San Esteban y Agustín de Coruña, estos les enseñaron el catequismo, la planeación y formación de pueblos, alineación de calles, así como la elaboración de artesanías y la construcción de viviendas. 
Cuando la Corona española en 1786 suprime las alcaldías mayores, se crean las intendencias y las alcaldías pasan a ser partidos, por lo que Malinaltepec pasa a pertenecer al partido de Tlapa.
Cuando se consumó la Independencia de México y Agustín de Iturbide creó la Capitanía General del Sur en 1821, Malinaltepec pasó a formar parte de esta. Dicha demarcación territorial estuvo al mando del General Vicente Guerrero. Posteriormente, cuando México adopta la República federal como forma de gobierno en 1824, paso a integrarse al estado de Puebla. Al erigirse el estado de Guerrero en 1849, Malinaltepec se convirtió en la cabecera del municipio del mismo nombre, el cual se constituyó como uno de los 38 municipios de la entidad recién creada.

## Demografía
Con referencia a los resultados que presentó el II Conteo de Población y Vivienda llevado a cabo por el Instituto Nacional de Estadística y Geografía (INEGI) en el año 2005, la población de Malinaltepec tenía hasta entonces una población total de 2.000 habitantes, dividiéndose esta cifra por sexo, 990 eran hombres y 1010 eran mujeres.
| Gráfica de evolución demográfica de Malinaltepec entre 1900 y 2005 |
|                                                                    |

## Cultura

### Festejos y tradiciones
El festejo con mayor costumbre en la población de Malinaltepec es la  fiesta  del  Primer Viernes De Cuaresma, festejando al Padre Jesús, Santa Cruz,Santo Entierro y Crucificado, ente finales de febrero y principios de marzo, se realizan eventos deportivos, culturales, ofrendas, misas ,jaripeo, baile, y quema de fuegos pirotécnicos 
También se celebra el 29 de septiembre en honor al santo patrono del lugar San Miguel Arcángel. La celebración consiste en ceremonias religiosas y actos culturales, entre estos últimos destacan los jaripeos con música de chile frito, bailes populares y danzas regionales como la de los Chareos, Tlamanques, Vaqueros, Siete Vicios, 12 Pares de Francia.
El 6 de marzo, se conmemora la fundación del pueblo, y se organizan eventos, tales como muestra gastronómica de los pueblos circunvecinos, música de viento, danzas,misas etc.